# Palet d'or (Slovaquie)
Pour les articles homonymes, voir Palet d'or.

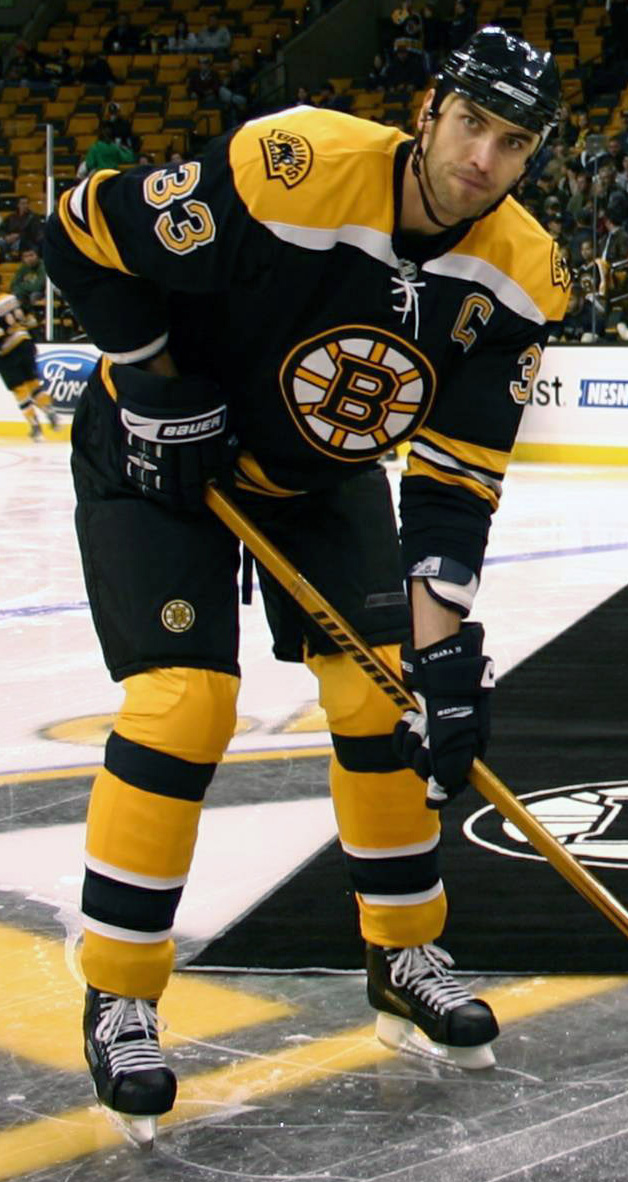
Zdeno Chára, récent gagnant du Palet d'or et triple vainqueur

Le Palet d'or (en slovaque : Zlatý puk) est une récompense donnée annuellement depuis 1998 au meilleur joueur slovaque de hockey sur glace de la saison.

## Gagnants
Les joueurs suivants ont remporté le palet d'or :
- 1998 : Peter Bondra
- 1999 : Pavol Demitra
- 2000 : Miroslav Šatan
- 2001 : Miroslav Šatan
- 2002 : Peter Bondra
- 2003 : Peter Bondra
- 2004 : Miroslav Šatan
- 2005 : Ľubomír Višňovský
- 2006 : Marián Hossa
- 2007 : Marián Hossa
- 2008 : Marián Hossa
- 2009 : Zdeno Chára
- 2010 : Marián Hossa
- 2011 : Zdeno Chára
- 2012 : Zdeno Chára